# Андрій Рабій
Андрій Рабій (англ. Andriy Rabiy; нар. 1 жовтня 1975, Львів) — єпископ Української греко-католицької церкви; у 2017—2022 роках — єпископ-помічник Філадельфійської архієпархії УГКЦ, з 10 листопада 2022 року — єпископ-помічник Вінніпезької архієпархії УГКЦ.

## Життєпис
Народився 1 жовтня 1975 року у Львові. Навчався в українській семінарії святого Йосафата у Вашингтоні. У 1999 році отримав ступінь бакалавра з філософії в Католицькому університеті Америки, у 2002 році — ступінь магістра богослов'я в Домініканському богословському інституті у Вашингтоні, а у 2008 році — ліценціат з канонічного права в Католицькому університеті Америки.
Дияконські свячення отримав 15 листопада 1998 року, а священничі — 19 грудня 2001 року.
Виконував різні душпастирські служіння у Філадельфійській архієпархії УГКЦ. Дотепер о. Андрій Рабій виконував служіння протосинкела архієпархії, був віце-канцлером, членом Колегії радників архиєпархії, членом Адміністративної ради Католицької Єпископської Конференції Пенсильванії, членом Ради пресвітерів архієпархії, директором Центру запобігання та захисту дітей і молоді.

### Єпископ
8 серпня 2017 Папа Франциск призначив отця Андрія Рабія єпископом-помічником Філадельфійської архієпархії і надав йому титул єпископа Германіціани.
Єпископська хіротонія відбулася 3 вересня 2017 року в архікатедральному соборі св. Юра у Львові. Головним святителем нового єпископа став предстоятель УГКЦ Верховний архієпископ Святослав Шевчук, співсвятителями — архієпископ і митрополит Філадельфійський Стефан Сорока та єпископ Едмонтонської єпархії в Канаді Давид Мотюк.
16 квітня 2018 року папа Франциск прийняв зречення владики Стефана Сороки з уряду архієпископа і митрополита Філадельфійського і призначив апостольським адміністратором вакантного осідку владику Андрія Рабія. Він був адміністратором Філадельфійської архієпархії до 4 червня 2019 року.
10 листопада 2022 року що Папа Франциск призначив Преосвященного владику Андрія Рабія єпископом-помічником Вінніпезької архієпархії УГКЦ в Канаді.